# Algoritmo (semiotica)
Algirdas J. Greimas e Courtés definiscono algoritmo la prescrizione di un determinato ordine nell'esecuzione di un insieme di istruzioni in vista della soluzione di un problema. La semiotica ha riflettuto sugli algoritmi sia come oggetto di analisi sia come metodo per lo sviluppo di modelli di scientificità.
Fin dagli anni '60 la semiotica ha riflettuto sugli algoritmi, contribuendo a offrire un punto di vista originale. L'esistenza di un algoritmo non comporta che vi sia un programmatore: ad esempio, il passaggio tra lo stato iniziale e finale di un racconto può essere descritto come una sequenza ordinata di operazioni teleologicamente orientate. In tal modo, un percorso narrativo può essere descritto come l'esecuzione di un programma, ad esso immanente. In modo simile è possibile descrivere algoritmi che ordinano processi sociali e culturali.

## Algoritmo ed epistemologia
La nozione di algoritmo appare a Greimas come una interpretazione sintagmatica dei principi dell'analisi semiotica proposti da Hjelmslev, secondo il quale l'analisi deve concludersi in un numero finito di passi portando a registrare un numero finito di elementi. Ciò corrisponde, su un piano sintagmatico, ai requisiti di finitezza, terminazione, atomicità ed effettività degli algoritmi classici. In questo senso, l'ottimizzazione gli appare come l'applicazione sintagmatica del principio di semplicità hjelmsleviano, per cui, nel costruire la teoria semiotica, tra diverse soluzioni ugualmente coerenti ed esaustive occorre privilegiare la più semplice. Per motivi analoghi, Greimas adotta nel proprio formalismo un sistema di rappresentazione come la parentesizzazione, che omologa ai grafi arborescenti, alle regole di riscrittura e alle matrici (che definiscono la funzione di transizione di un automa a stati finiti). Tale omologazione è giustificata alla luce della gerarchia di Chomsky.

### Algoritmi e intelletto in Jurij Lotman
La nozione di algoritmo è centrale anche per il semiologo e cibernetico sovietico Jurij Lotman, per il quale la nozione rende conto delle forme analitiche e generative della riproducibilità dell'intelletto. Secondo Lotman, tre sarebbero le funzioni principali dell'intelletto:
- Reperire e mediare informazione, dandole forma di messaggi;
- Operare trasformazioni regolari su tali messaggi;
- Formare nuovi messaggi.

In particolare sarebbe algoritmica la seconda funzione. Considerando la cultura come una memoria collettiva, gli algoritmi che la trasformano e la riproducono sono archiviati in essa insieme ai testi che la costituiscono.

### Automi
Secondo Greimas e Courtés, anche le procedure scientifiche d'analisi possono essere considerate algoritmiche. L'automa è allora quell'ideale "soggetto qualsiasi", il simulacro in possesso della competenza algoritmica per eseguire la procedura. Non ha alcuna importanza che l'automa sia incarnato in un ricercatore umano o in una macchina. L'automa in tal modo diventa un modello per il ricercatore, che lo invita ad esplicitare le procedure dell'analisi. In questo modo l'automa è assunto come un modello di razionalità.

## Tipi di algoritmo
Greimas distingue due tipi di algoritmo:
- Algoritmi di trasformazione, che governano il passaggio tra uno stato iniziale e finale in un processo;
- Algoritmi dialettici, che comportano il passaggio, sul quadrato semiotico, da un termine primitivo (s1) al suo contraddittorio (non s1) e da questo, per implicazione, all'antonimo del primo (s2);

La distinzione è comprensibile alla luce delle due accezioni di struttura in uso in Semiotica, ovvero come relazione tra gli elementi di un processo e come generazione di processi a partire da un sistema. L'espressione algoritmo dialettico non deve trarre in inganno: 
(Greimas, Semantica strutturale)
Greimas specifica infatti che in altri autori è possibile imbattersi in algoritmi più complessi, che coinvolgono diversi attanti.
Considerato come programma di un soggetto manipolatore, l'algoritmo non è l'unico modello di trasformazione ed è stato contrapposto, da Eric Landowski, all'incidente e all'aggiustamento reciproco tra due soggetti.

### Estensione della nozione
Secondo Greimas, il discorso scientifico è organizzato da un algoritmo unico, che genera la scienza in questione "a ritroso", a partire dal suo scopo per risalire ai suoi postulati, indipendentemente dalle intuizioni, fughe in avanti, vicoli ciechi che hanno caratterizzato l'attività del ricercatore. Tuttavia, nella riflessione di Greimas, l'estensione del termine è molto più vasta: algoritmi dialettici organizzano il discorso mitico; algoritmi modali permettono di classificare diversi tipi di discorso ideologico, di analizzare la sintassi delle passioni e i processi cognitivi che regolano il credere.

### Algoritmi semiotici e algoritmi informatici
La definizione di algoritmo data da Greimas e Courtés risulta sostanzialmente in linea con quella informatica. Tuttavia, la sua tipologia sembra spingere la nozione al di là della nozione standard che ne abbiamo. In particolare, ciò che è marginale dal punto di vista informatico diviene centrale in ambito semiotico. Da un punto di vista informatico, ad esempio, l’algoritmo dialettico è un algoritmo come tanti altri; esso diviene centrale nella prospettiva di Greimas, legata alla semiotica narrativa, perché il quadrato semiotico stesso - il livello fondamentale del percorso generativo del senso - è visto come sistema di istruzioni algoritmiche di riferimento. Inoltre, poiché algoritmo informatico deve rispondere a un requisito di finitezza, concludendosi dopo un numero finito di passi, ognuno di essi è un algoritmo di trasformazione. Tuttavia, non è detto che ogni trasformazione del senso possa essere espresso da un algoritmo conclusivo. Greimas stesso considera "aperti" taluni universi semantici, poiché caratterizzati da un afflusso continuo di informazione

## Storia e attualità della nozione
La semiotica eredita dallo strutturalismo, in particolare da Jakobson e Lévi-Strauss, l'interesse per la cibernetica.
Il successo della grammatica generativa di Noam Chomsky e della convergenza tra le nozioni linguistica e informatica di linguaggio formale, ha attratto l'attenzione della generazione dei semiotici nei primi anni '60. 
In particolare, la nozione di algoritmo distingue il punto di vista di Greimas sulla struttura profonda dei processi narrativi da altre proposte, quali quella di Maria Corti, per la quale essa consiste in un ristrutturarsi ininterrotto di continue disseminazioni e di Teun Van Dijk, che la vede piuttosto come un nucleo di categorie. Greimas sviluppò diverse nozioni teoriche della semantica strutturale e della semiotica in vista di una descrizione meccanografica della lingua francese. Inoltre, Greimas mutua la propria classificazione dei semi (interocettivi, esterocettivi, propriocettivi) dal progetto di Ross Quillian di "macchina in grado di comprendere". Sempre a partire dai lavori di Quillian sulle reti semantiche Umberto Eco sviluppa la propria semantica a interpretanti.

### Tra gli anni '70 e gli '80
Componente generativa
     Componente trasformazionale
     Componente diagrammatica (studio delle macchine astratte)
     Componente macchinica (studio dei concatenamenti)

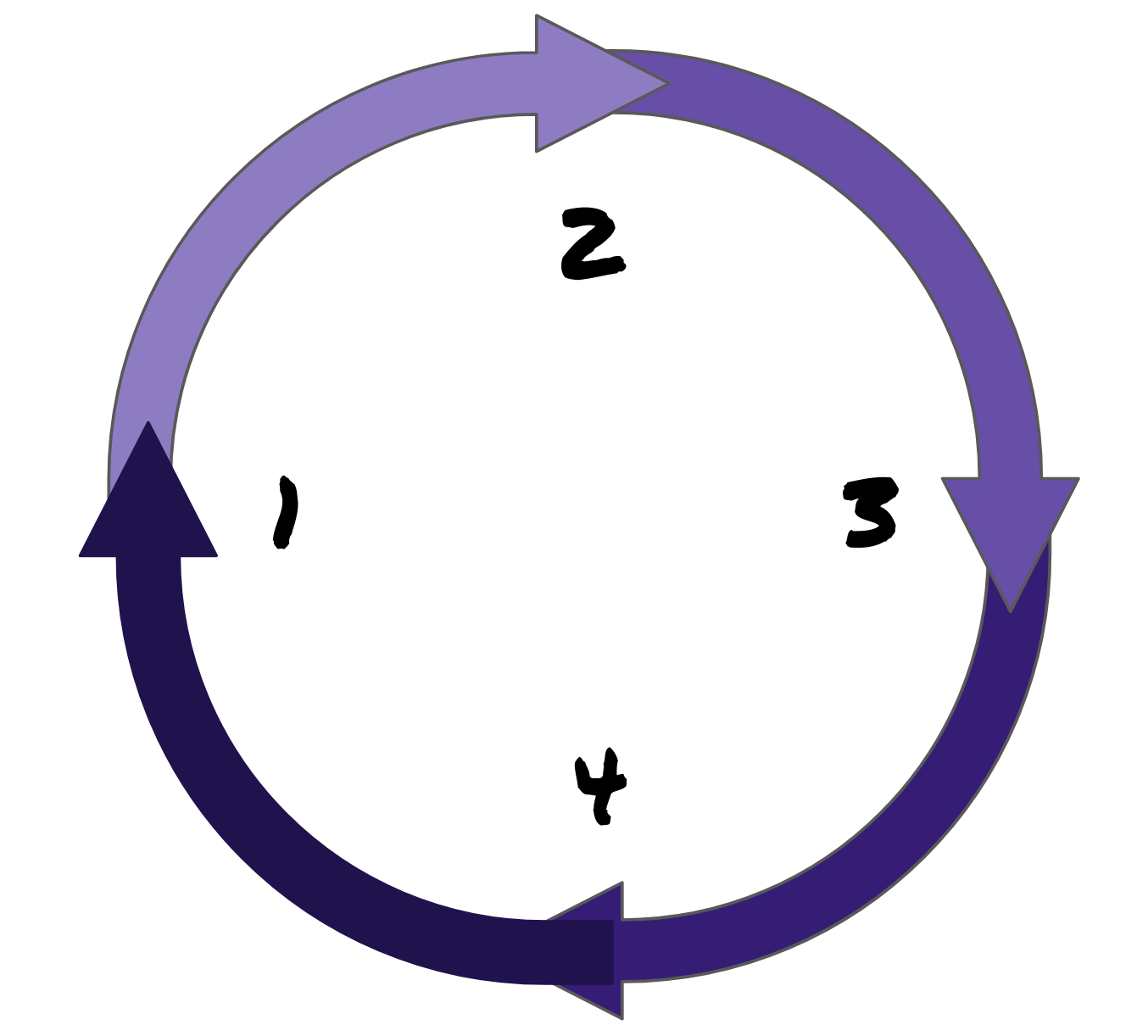
Le quattro componenti di un rizoma:
Componente generativa
Componente trasformazionale
Componente diagrammatica (studio delle macchine astratte)
Componente macchinica (studio dei concatenamenti)

In questo modo si crea un clima culturale volto a estendere i terreni d'impiego di nozioni come automa, algoritmo, macchina: il semiologo Jean Petitot applica per la prima volta la teoria degli automi allo studio delle relazioni sociali, lavoro notato dai filosofi del post-strutturalismo Gilles Deleuze e Félix Guattari. Il grafo a rete degli automi a stati finiti divengono norma della molteplicità, opposti alla logica binaria che caratterizza gli alberi di Chomsky. Essi descrivono una macchina semiotica astratta, il cui lavoro è parte del processo circolare di sviluppo dei rizomi.
Negli anni '80, questa nozione di rizoma diviene modello della cultura per Umberto Eco; la rete diventa ormai norma generale, condizione e modello della semiosi, indipendentemente dal fatto di essere stata ispirata da studi su macchine e algoritmi. Negli stessi anni, ispirato dalle ricerche di Greimas, Bruno Latour propone in ambito sociologico la sua Actor Network Theory, in cui esseri umani e macchine divengono indifferentemente nodi e funzioni della rete sociale, accomunati dal fatto di essere attori.

### Dagli anni '90 ad oggi
Il fenomeno di internet rivela l'interesse di nozioni semiotiche come quella di rizoma e di intertestualità, mutuata dalle ricerche di Julia Kristeva. Tuttavia, in connessione con la crisi dello strutturalismo, della grammatica generativa e con la riscoperta delle proprie radici fenomenologiche la ricerca sembra perdere interesse verso un dialogo con cibernetica, intelligenza artificiale, teoria dell'informazione. Anche la fascinazione per le scienze cognitive di alcuni autori è prevalentemente orientata verso la psicologia e la linguistica. Nozioni come quella di algoritmo, grafo, automa, regola perdono così di importanza. Si tratta di un paradosso, perché il recente successo di algoritmi di ricerca come Edgerank e Pagerank ha suscitato riflessioni teoriche di chiaro impianto post-strutturalista come quelle promosse da Antoinette Rouvroy con il concetto di governamentalità algoritmica. Per questo, una nuova generazione di semiotici ha ricominciato a interessarsi ai temi degli algoritmi come oggetto d'analisi nell'ambito del fenomeno dei "big data" e degli archivi on-line. Per quanto riguarda la sua centralità teorica, essa è riconfermata tanto dalle applicazioni della semiotica all'informatica quanto da diverse declinazioni contemporanee della nozione di metalinguaggio, oltre alle ricerche di Landowski precedentemente citate.

## Discussioni
L'assimilazione tra struttura semiotica e algoritmo operata da Greimas non è priva di problemi. Come abbiamo visto, la nozione di algoritmo gioca in Lotman una funzione centrale quanto alla riproducibilità e alla trasformazione del senso; nonostante questo egli nota come essa non catturi la creatività, e pertanto non sembra possibile ricondurre la generazione del testo letterario al lavoro di un singolo insieme di algoritmi.

### Algoritmi pertinenti
Se davvero è lecito assimilare a un algoritmo l'interpretazione sintagmatica dell'analisi, si pone il problema del tipo di automa adeguato a rappresentare la competenza linguistica. 
1) Il gatto ha mangiato il topo;
2) Il gatto [che mia madre ha comprato] ha mangiato il topo;
3) Il gatto [che mia madre [che era preoccupata dal buco] ha comprato] ha mangiato il topo;
4) Il gatto [che mia madre [che era preoccupata dal buco [che è comparso nel muro]] ha comprato] ha mangiato il topo;
5) Il gatto [che mia madre [che era preoccupata dal buco [che è comparso nel muro [...]]] ha comprato] ha mangiato il topo;
 In particolare, studi classici di Chomsky evidenziano come un automa provvisto di una memoria a pila, dotata di un principio e non di una fine, sia in grado di interpretare un algoritmo ricorsivo in grado di generare infinite subordinate. Si tratta di un problema per il classico approccio dell'intelligenza artificiale applicato al computer, il quale non è dotato di una memoria infinita e si identifica con un automa a stati finiti. D'altro canto, la memoria umana non sembra in grado di raggiungere l’effettività richiesta dal concetto informatico di algoritmo: così come sono concepibili percorsi trasformativi non alla portata degli esseri umani, dimostrazioni troppo lunghe per essere processate da un singolo individuo, allo stesso modo la ricorsività virtualmente senza fine della linguistica chomskiana non trova riscontro nei testi e nell'esperienza dei parlanti. L'attenzione alla plausibilità linguistica distingue le ricerche della cibernetica dall'approccio classico, formalista, dell'intelligenza artificiale.

### Osservatori e automi
L'identificazione tra automa e ricercatore sembra superata nelle ricerche contemporanee. Se abbiamo una chiara idea dei procedimenti caratterizzanti i dispositivi di lettura e di scrittura di un automa, non si può dire altrettanto dei meccanismi di lettura che avvengono nel ricercatore. Inoltre una tale identificazione non teneva conto delle critiche rivolte in chiave fenomenologica da Hendrik J. Pos al fare obiettivante della linguistica, riprese da Francesco Marsciani in sede di un possibile incontro tra semiolinguistica e fenomenologia; proprio la relazione fenomenologica che si instaura tra osservatore e osservato è oggetto delle attuali ricerche dell'etnosemiotica.